# 荊沢駅
荊沢駅（ばらざわえき）は、山梨県中巨摩郡甲西町（現・南アルプス市）荊沢にあった山梨交通電車線の駅である。

## 概要
荊沢集落の中心部にあった駅で、1面1線の棒線駅であった。東の街道沿いには人家が建ち並んでいたが、小笠原駅や古市場駅などと同様に路線自体が街道から西側に離れたところを走っていたため、当駅は桑畑の中にあった。
1959年（昭和34年）8月14日に県内を襲った台風7号により、隣駅の長沢新町駅との間で100メートルに渡って路盤が流出し大きな被害を受けた。
甲西町最後の駅であり、ここから坪川を渡って増穂町（現在の富士川町）に入る。

## 歴史
- 1930年（昭和5年）6月1日：開業。
- 1959年（昭和34年）8月14日：台風7号により長沢新町駅との間で路盤が流出、不通となる。のち復旧。
- 1962年（昭和37年）7月1日：路線廃止により廃駅。

## 廃線後の状況
専用軌道の跡地である「廃軌道」上、街道の「荊沢」交差点から東西に走る道路との交差部にある高原会介護相談室の北側にあった。当時の荊沢駅を北側から撮影した写真の線路のカーブと東西の道路の配置を、現在の廃軌道と照合することにより場所の特定はできるが、附近には駅の跡を示すくぼみもなく、駅の痕跡を見出すことは難しい。

## 隣の駅
山梨交通
電車線
古市場駅 - 荊沢駅 - 長沢新町駅